# Эммингхаус, Герман
Герман Эмминггаус (нем. Hermann Emminghaus; 20 мая 1845, Веймар — 17 февраля 1904, Фрайбург-им-Брайсгау) — германский психиатр. Считается создателем термина «психопатология», а также фактическим основателем детской психиатрии.

## Биография
Окончил физиологический факультет Лейпцигского университета. Затем переехал в Вюрцбург, в университете которого с 1874 года преподавал в звании доцента. Позже некоторое время был клиническим психиатром в психиатрической лечебнице в Хеппенхейме, затем некоторое время учился в Йенском университете, защитив там докторскую диссертацию. После получения степени занял место профессора душевных болезней в Дерптском университете (в Российской империи; ныне Тартуский университет в Эстонии), одновременно состоя там же директором психиатрической клиники при университете. В 1886 году принял приглашение возглавить вновь открытую кафедру психиатрии в университете Альберта Людвига во Фрайбурге. Первоначально, поскольку университетская больница ещё только строилась, его деятельность в этом заведении ограничивалась лишь преподаванием, но с 1887 года он вернулся и к деятельности в качестве клинического врача. В 1902 году из-за заболевания мозга вышел в отставку, скончался спустя два года.
Основным научным интересом Эмминггауса были психические заболевания у детей и подростков. Был известен как сторонник отмены принудительного лечения. Кроме различных клинических сообщений по психиатрии, напечатанных в специальных журналах, он написал «Общую психопатологию» и монографию о детских психозах на немецком языке. В его честь названо отделение детской психиатрии в университетской больнице Фрайбурга.